# Anāvīz
Anāvīz (persiska: اناويز) är en ort i Iran.   Den ligger i provinsen Ardabil, i den nordvästra delen av landet, 300 km nordväst om huvudstaden Teheran. Anāvīz ligger 1 654 meter över havet och antalet invånare är 302.
Terrängen runt Anāvīz är huvudsakligen kuperad. Anāvīz ligger nere i en dal.Runt Anāvīz är det ganska glesbefolkat, med 38 invånare per kvadratkilometer. Närmaste större samhälle är Khalkhāl, 8,0 km sydost om Anāvīz. Trakten runt Anāvīz består i huvudsak av gräsmarker.